# 西风号漫游车
西风号（英語：Zephyr），是一辆金星機器人漫游车概念，用以執行名為「金星陆地风帆漫游车」的任务。该任务设想是将一辆由风力驱动的漫游车送到金星表面。漫游车将與環繞金星轨道的太空船一起发射，該太空船將作為通信中继站，並執行远程大气层研究任务。
该漫游车被设计为可在金星表面运行50天，在极高气压下，行驶在高温和浓硫酸云笼罩的沙地平原上。无论风向如何，漫游车都可朝任何方向移动。西風號每天行驶15分钟以抵达下一处目标，当它进行探测活动时，可综合使用制动器和風帆停车。漫游车携带有23千克（51磅）的探测设备，包括一架机械臂。整个任务架构旨在实现4分鐘通信延迟状态下远程机器人的自主操控能力。
该任务首席研究员是俄亥俄州克利夫兰市美国宇航局格伦研究中心的杰弗里·兰迪斯。一旦最关键硬件面世并测试过关，兰迪斯就打算向美国宇航局发现计划提出该项任务，以争取拨款并在2039年实现发射。

## 探测车概述
| 西风号     | 技术参数                                                      |
| ---------- | ------------------------------------------------------------- |
| 气动外罩   | 直径:3.10米(10.2英尺)                                         |
| 发射质量   | 1581千克(10.2磅)                                              |
| 漫游车质量 | ≤265千克(584磅)                                               |
| 漫游车尺寸 | 长:4.62米(15.2英尺) 宽:5.54米(18.2英尺)                       |
| 翼帆       | 高:5.44米(17.8英尺) 长: 3.10米(10.2英尺) 面积:12米2(130英尺2) |
| 车轮 (x3)  | 直径: 1米(3.4英尺) 宽: 22.9厘米(9英寸)                        |
| 离地间距   | 0.9米(2.11英尺)                                               |
| 设备质量   | 23千克(51磅)                                                  |
| 无线电频道 | 特高频                                                        |
| 冷却系统   | 无                                                            |

自2012年来，科学家杰弗里·兰迪斯就一直致力于研究由刚性翼帆推动的金星探测车概念，其灵感来自于陆地风帆车。该车只有两个活动部件：风帆和轉向前轮。任务概念被命名为“金星陆地风帆漫游车”，而漫游车“西风号”（Zephyr）则取名自古希腊神话中的西风之神——仄费罗斯（Zephyrus）。
为简化起见，漫游车的翼帆实际上是刚性的，就像一片垂直的机翼，表面覆盖着太阳能电池板。虽然可应用的高温电子设备仍需一定的技术开发，但研究表明，这种运行方式是可行的，并没发现重大困难。
该漫游车的设计寿命为50天，考虑到金星表面的极端环境条件，此前所有的登陆器和大气层探测器最多只能运行数小时，因此格伦研究中心团队决定使用新开发的材料和电子设备，它們不仅要能承受极端的气压、腐蚀性大气和高温，而且还要能以最少的太阳能运行且无需冷却系统，这将能大大地减少探测器的着陆质量。金星地表温度为740开（摄氏467°，华氏872°），气压为93巴（9.3兆帕），大致相当于地球水下900米（3000英尺）的压力。要驱动漫游车，設想地表风速介於0.4米/秒（1.3英尺/秒）至1.3米/秒（4.3英尺/秒）之間。“西风号”将每天行驶15分钟以到达下一个目标。从前苏联金星计划探测器获得的图像中，可以看到金星表面平坦的景观，平缓的地形一直延伸至地平线，它们所在位置区域只有厘米级大小的岩石，这使得陆地风帆行驶成为可能。预期最大不平整表面约为10厘米（9英寸）高，而该漫游车使用了三只带夹板的金属车轮，每只车轮直径1米（3.3英尺）、宽22.9厘米（9英寸）。
来自NASA创新前沿概念（NIAC）项目的拨款，将可帮助研究开发出所需的“金星硬件”系统。事实上，格伦研究中心的技术专家们早已率先开发出了在喷气发动机内工作的传感器，这些电子设备甚至可以在金星摄氏450°（华氏842°）的高温环境下工作。NASA还可能为未来的俄罗斯金星-D任务提供部分这类设备，如安装在俄罗斯着陆器上的长寿型（24小时）地表探测站。
2017年，世界图书出版社出版了反映兰迪斯研究工作主题的书籍：《美国宇航局发明家杰弗里·兰迪斯的金星风帆漫游车》。

## 电源
以前的金星登陆器都依靠电池供电，使得操作被限定在最多数小时内，并要依赖隔热体来延迟系统因过热而损毁。这次任务的电力系统使用钠硫电池（NaS），它可由太阳能电板重复充电，能在金星表面条件下工作，无需笨重的冷却系统。
翼帆和上层甲板将覆盖磷化铟镓（InGaP，也称为GaInP2）太阳能电池板。磷化铟镓因其良好的特性而广泛用于太阳能电池板，它也具有足够宽的带隙，可在金星高温下工作，并能对360至660纳米波段光作出响应。
尽管金星稠密的云层阻碍阳光直射地表，但仍有足够的光线可让太阳能电池板产生满足低功率系统所需的电能。探测仪器运行所需电能为98.4瓦，行驶时为68.4瓦，静态操作（如内部系统管理）为25.3瓦，通信会话时为49.3瓦。

## 风力
當金星地表风速只有1米/秒（3.3英尺/秒）時，在金星的高气压和高密度（65千克/米3）环境下，即使如此的低风速也会产生明显的作用力。

### 翼帆

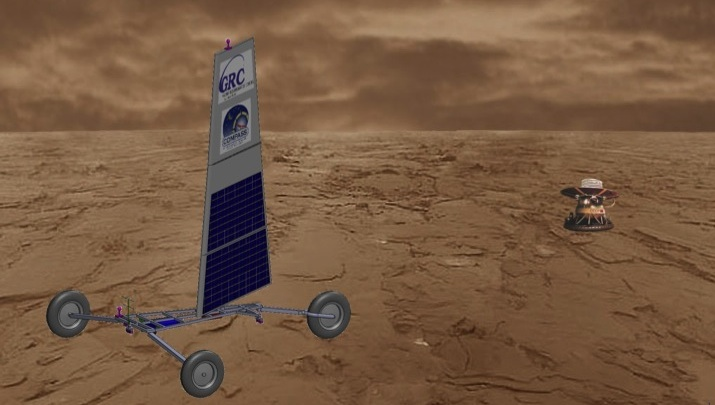
“西风号”漫游车概念想像图，宽5.5米，高6.6米。

推进系统是一块刚性翼帆，垂直安装在基座上，可通过电机环平均气动中心旋转，根据风向产生任何方向的升力（推力）矢量。翼帆还提供了一个更稳定的表面，可在上面安装为漫游车上仪器供电的太阳能电池板。在牺牲少量升力的情况下，对称型平面翼更易于操控。机翼的结构是标准的翼梁、翼肋和蒙皮，并使用耐高温腐蚀的材料。
该漫游车在5.5米（18英尺）宽范围的地面上可保持稳定，但美国宇航局格伦研究中心的项目团队为防止阵风造成的翻滚，将在系统中安裝一套气象组件，及时识别出2.39米/秒（7.8英尺/秒）或更高速的持续阵风，以便能有足够的时间来旋转翼帆，将其调整到与风向垂直的零升力位置。
太空飛行器外罩的直径限制翼帆的长度为3.1米（10.2英尺），面积為12米2（130英尺2），离地高度5.44米（17.8英尺）。为便于发射，翼帆被折叠成三部分存放在太空飛行器外罩內，在伞降并三轮着地后展开。

## 科探设备

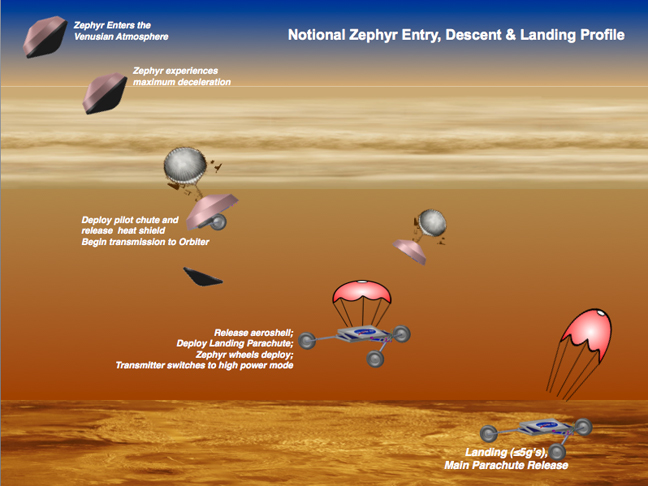
“西风号”漫游车下降和着陆过程图

漫游车的眼睛是一架类似金星9号着陆器所用的机械扫描式相机，可在摄氏450°（华氏842°）高温及金星光照和光谱条件下工作而无需冷却。该设计将使用线性光电二极管阵列作为光传感元件，且除焦平面光电二极管阵列外，相机是用碳化硅电子器件制造。
除了成像相机外，漫游车还将搭载大约23千克（51磅）的科学探测设备，包括一架基于火星探测器“凤凰号”的机械臂，但为减少复杂性，简化为双关节臂。该机械臂上可附着数台探测仪器。規劃搭载的探测设备包括：
- 大气层探测包：风速计（风速和风向）、温度计和气压表（压力传感器）[2]。
- 现场矿物勘探設備：这些仪器将安装在机械臂的末端，与岩石和风化层接触，以确定其成分和矿物种类。包括岩石研磨机、检测成分的α粒子X射线光谱仪（APXS）或能量色散X射线光谱仪（EDAX），以及分析矿物种类的X射线衍射仪[2]。

除地表探测设备外，该任务可能还有在降落过程中运行的科学装置，也可能会部署固定而不是携带在漫游车上科学仪器，如地震仪。所有的探测数据都将通过耐高温无线电设备传输到太空船，以便整个系统不必安装冷却部件。

## 轨道器
由于金星大气层很厚，来自漫游车的无线电信号强度和范围有限，因此需要在任务架构中加入中继轨道器。在“西风号”分离后，轨道飞行器将通过反推力刹车进入一个高偏心率的环行星轨道。该轨道周期为24小时，可在每个轨道期间与“西风号”通信12至18小时。
金星与地球最接近时，两者间的通信延迟时间约为4分钟，这一间隔期太长，无法从地球进行实时控制，因此漫游车大部分时间都会停车进行观测，而地面控制人员将会借此检查地形并决定下一处目标。
如能得到资助，中继轨道器还可再搭载一些科学探测设备。